# Глінжень (Шолданештський район)
Глінжень (рум. Glinjeni) — село у Шолданештському районі Молдови. Утворює окрему комуну.

## Населення
За даними перепису населення 2004 року у селі проживали 1007 осіб.
Національний склад населення села:
| Національність   | Кількість осіб | Відсоток     |
| ---------------- | -------------- | ------------ |
| молдавани румуни | 994 6          | 98,7 % 0,6 % |
| українці         | 4              | 0,4 %        |
| росіяни          | 2              | 0,2 %        |
| болгари          | 1              | 0,1 %        |
| Всього           | 1007           | 100 %        |

## Персоналії
- Волонтир Міхай Єрмолайович (1934—2015) — радянський і молдовський актор театру і кіно.